# Egedal Station
Egedal Station (tidligere Gl. Toftegård Station) er en S-togs-station i Gammel Ølstykke. Stationen åbnede i 2002 og er selvbetjent. Den ligger i takstzone 85.
11. december 2011 skiftede stationen navn til Egedal Station. Udgifterne til nye skilte, højttalerbeskeder mv. løb op i 360.000 kr. og blev betalt af Egedal Kommune, som opstod ved kommunalreformen i 2007. Målet var at markedsføre navnet på den nye kommune.

## Antal rejsende
Ifølge Østtællingen 2008 var udviklingen i antallet af dagligt afrejsende:
| År   | Antal |
| ---- | ----- |
| 2002 | 487   |
| 2003 | 572   |
| 2004 | 717   |
| 2005 | 697   |
| 2006 | 613   |
| 2007 | 674   |
| 2008 | 796   |